# Завичајна музејска збирка Димитровград
Завичајна музејска збирка Димитровград је основана 1962. године у оквиру Центра за културу, када су започете припремне активности и прикупљање материјала за оснивање музеја. Формирањем Народне библиотеке „Детко Петров“ Димитровград, 1996. године, Музејска збирка почиње да ради као једно од њених одељења.

## Поставке музеја
Музејска збирка се састоји од две основне поставке, археолошке и етнографске, које обухватају предмете почев од праисторије, преко античког, византијског, средњовековног и турског периода, све до предмета који су били у употреби до прве половине претходног века. У етнографској поставци, са изузетком од неколико примера накита из 15. и 18. века, већином су заступљени предмети из 19. и прве половине 20. века, у које спадају занатски производи и предмети кућне радиности. У Музеју је изложено преко 500 фотографија сеоских кућа и преко 200 фотографија градских кућа, које су чиниле језгро града почетком 20. века.